# Ecolalie
Ecolalia (din limba greacă antică ἠχώ, "ecou" și λαλώ, " vorbesc") este o 
1. limitare a limbajului la repetarea unor cuvinte/fraze învățate (simptom ce se arată de exemplu cei ce suferă de afazie) sau
2. imitarea involuntară a unor cuvinte/fraze auzite la partenerul de discuție (simptom ce se arată de exemplu la cei ce suferă de sindromul Tourette, schizofrenie, boala Alzheimer sau autism).

Câteodată ecolalie se referă și la imitarea cuvintelor/frazelor de către copii mici care învață să vorbească.